# كاثي هيرن
كاثي هيرن (بالإنجليزية: Cathy Hearn)‏ هي راكبة الكنو أمريكية، ولدت في 1 يونيو 1958.

## وصلات خارجية
- كاثي هيرن على موقع أوليمبيديا (الإنجليزية)